# Новоуральский театр кукол
Новоуральский театр кукол — театр кукол в городе Новоуральске Свердловской области России.

## История театра
9 сентября 1957 года решением исполнительного комитета городского Совета народных депутатов города Свердловска-44 от № 133 был создан Театр кукол. Официальное название — «Театр кукол города Свердловск-44».
7 ноября 1957 года — день рождения театра, когда были показаны первые спектакли «Гусёнок» и «Колобок».
В первые годы у театра не было своего помещения, репетировали в школах, в комнате кинотеатра «Родина», в старом помещении клуба «Строитель», позднее в полуподвальном помещении жилого дома по улице Ленина. D 1965 году у театра появилось своё здание, приспособленное из бывшей бойлерной. Организаторами театра были директор Валентина Баранова и главный режиссёр Александр Алексеев
Вклад в развитие театра внесли директор театра, он же режиссёр, А. С. Алексеев, режиссёры В. П. Харькевич, Ю. Н. Соломин, заслуженный артист России В. М. Сенков, заслуженный артист Башкортостана В. Н. Гаранин. Яркая страница жизни театра связана с художниками Е. А. Собяниной, заслуженными работниками культуры РФ В. Г. Коркодиновым, Я. П. Пясецкой. Имя директора театра, заслуженного работника культуры Российской Федерации В. А. Булдакова, который руководил театром 39 лет, в 2006 году внесено в энциклопедию «Лучшие люди России». Директор театра — Алексей Булдаков, режиссёр театра — заслуженный артист России Александр Мирошкин, главный художник — Людмила Гусарова.
Театр кукол «Сказ» — лауреат и призёр многих театральных конкурсов и фестивалей: «Территория культуры Росатома», «Камертон», «Браво!», «Коляда-plays» (г. Екатеринбург), «Театральный АтомГрад» (г. Димитровград), «Северные встречи» (г. Нижневартовск), «Что за прелесть эти сказки!» (г. Саров).

## Труппа
- Булдакова Наталья Анатольевна, заслуженная артистка России (с 1977 г.)
- Гаренских Анна Сергеевна (с 2010 г.)
- Закиров Илья Олегович (с 2021 г.)
- Козырева Дарья Сергеевна (с 2019 г.)
- Климентьева Наталья Валентиновна (с 2002 г.)
- Обласова Светлана Геннадьевна (с 1998 г.)
- Семенов Александр Сергеевич (с 1997 г.)
- Тихонов Максим Игоревич (с 2017 г.)

## Награды и достижения
- 2005 — «Котенок на снегу» — лауреат I областного конкрурса «Камертон»;
- 2006 — «Аистенок и пугало» — лучшая театральная работа XXVI Свердловского областного конкурса театральных работ «Браво! — 2005»;
- 2007 — «Аистенок и пугало» — лауреат III областного конкурса «Камертон»;
- 2008 — «Гадкий утенок» — лауреат IV областного конкурса «Каметрон»;
- 2009 — «Ваня Датский» — лауреат V областного конкурса «Каметрон»;
- 2010- «Ваня Датский» — лауреат II театрального конкурса «Территория культуры Росатом»;
- 2012 — «Северная сказка» — лауреат VIII областного конкурса «Камертон»;
- 2013 — «Полторы горсти» — лауреат II Межрегионального фестиваля «Театральный Атом Град», г. Димитровград;
- 2014 — «Сэмбо» — лауреат Х областного конкурса «Камертон»;
- 2016 — сп. «Черная курица, или Подземные жители» вошел в LONG-LIST национальной премии «Золотая маска»; Архивная копия от 2 апреля 2018 на Wayback Machine
- 2017 — «Черная курица, или Подземные жители» — лауреат IV театрального фестиваля «Что за прелесть эти сказки!», г. Саров

## Репертуар
- 1988 — «Машенька и медведь», режиссёр з.а. Р Ф В. Сенков
- 1988 — «Колобок», режиссёр з.а. Р Ф В. Сенков
- 1993 — «Сказки в чемодане», режиссёр з.а. Р Ф А. Мирошкин
- 1996 — «Ещё раз о Красной Шапочке», режиссёр В. Саврюков
- 1999 — «Сказка о рыбаке и рыбке», режиссёр з.а. Р Ф А. Мирошкин
- 2002 «Рыжий ослик, или Путешествие во Францию», режиссёр з.а. РФ А. Мирошкин
- 2002 — «Дед Поиграй и все, все, все», режиссёр з.а. РФ В. Сенков
- 2003 — «Лисенок-плут», режиссёр з.а. РФ В. Сенков
- 2004 — «Серая Шейка», режиссёр з.а. РФ А. Мирошкин
- 2004 — «Заяц, лиса и петух», режиссёр з.а. РФ А. Мирошкин
- 2004 — «Солнышко и снежные человечки», режиссёр з.а. РФ А. Мирошкин
- 2005 — «Аистенок и пугало», режиссёр з.а. РФ А. Мирошкин
- 2005 — «Аленушка и солдат», режиссёр В. Куприн (г. Ярославль)
- 2006 — «Вертеп», режиссёр з.а. РФ А. Мирошкин
- 2006 — «Волк и семеро козлят», режиссёр з.а. РФ А. Мирошкин
- 2007 — «Курочка по имени Ряба», режиссёр А. Макеев (г. Санкт-Петербург)
- 2007 — «Слоненок», режиссёр з.а. РФ А. Мирошкин
- 2007 — «Маленькие истории о любви», режиссёр з.а. РФ А. Мирошкин
- 2008 — «Носорог и Жирафа», режиссёр з.а. РФ А. Мирошкин
- 2008 — «Гадкий утенок», режиссёр з.а. РФ А. Мирошкин
- 2008 — «Гуси-лебеди», режиссёр И.Клюев (г. Набережные Челны)
- 2008 — «Ваня Датский», режиссёр з.а. РФ А. Мирошкин
- 2009 — «Про Дюймовочку», режиссёр з.а. РФ А. Мирошкин
- 2009 — «Северная сказка», режиссёр з.а. РФ А. Мирошкин
- 2010 — «Соломенный бычок», режиссёр з.а. РФ А. Мирошкин
- 2010 — «Мама для мамонтенка», режиссёр О. Карнер (г. Санкт-Петербург)
- 2011 — «Ловись, рыбка, большая и маленькая», режиссёр з.а. РФ А. Мирошкин
- 2011 — «Давай меняться!», режиссёр з.а. РФ А. Мирошкин
- 2011 — «Бамбуковый остров», режиссёр А. Сысоев (г. Екатеринбург)
- 2011 — «По щучьему велению», режиссёр з.а. РФ А. Мирошкин
- 2012 — «Сказка о живительных побегах», режиссёр з.а. РФ А. Мирошкин
- 2012 — «Ищи ветра в поле», режиссёр В. Савин (г. Тольятти)
- 2012 — «Кот в сапогах», режиссёр з.а. РФ А. Мирошкин
- 2013 — «Полторы горсти», режиссёр з.а. РФ А. Мирошкин
- 2013 — «Сэмбо», режиссёр з.а. РФ А. Мирошкин
- 2013 — «Звездочка», режиссёр Н. Молоканова (г. Нижний Тагил)
- 2013 — «Чебурашка и его друзья», режиссёр з.а. РФ А. Мирошкин
- 2014 — «Считаю до пяти», режиссёр з.а. РФ А. Мирошкин
- 2014 «Как Лиса Медведя обманывала», режиссёр з.а. РФ А. Мирошкин
- 2014 — «Аленушкины сказки», режиссёр П. Овсянников (г. Екатеринбург)
- 2014 — «Три поросенка», режиссёр з.а. РФ А. Мирошкин
- 2014 — «Три снежинки», режиссёр з.а. РФ А. Мирошкин
- 2015 — «Колючая шубка», режиссёр з.а. РФ А. Мирошкин
- 2015 — «Теремок», режиссёр з.а. РФ А. Мирошкин
- 2015 — «Черная курица, или Подземные жители», режиссёр П. Овсянников (Г. Екатеринбург)
- 2015 «Крошка Енот», режиссёр з.а. РФ А. Мирошкин
- 2015 «Тетушка Зима», режиссёр з.а. РФ А. Мирошкин
- 2016 — «Необыкновенное состязание», режиссёр з.а. РФ А. Мирошкин
- 2016 — «Таинственный гиппопотам», режиссёр з.а. РФ А. Мирошкин
- 2016 — «Русалочья сказка», режиссёр А. Уставщиков (г. Санкт-Петербург)
- 2016 — «Мишка косолапый», режиссёр з.а. РФ А. Мирошкин
- 2017 — «Мальчик-с-пальчик», режиссёр з.а. РФ А. Мирошкин
- 2017 — «Золотой цыпленок», режиссёр з.а. РФ А. Мирошкин